# Campionati del mondo di ciclismo su strada 2014 - Gara in linea maschile Under-23
La gara in linea maschile Under-23 dei Campionati del mondo di ciclismo su strada 2014 si svolse il 26 settembre 2014 in Spagna, con partenza ed arrivo a Ponferrada, su un circuito di 18,2 km da ripetere 10 volte, per un totale di 182 km. Il norvegese Sven Erik Bystrøm vinse la gara con il tempo di 4h32' 39" alla media di 40,051 km/h; l'argento andò all'australiano Caleb Ewan; a completare il podio fu il norvegese Kristoffer Skjerping.

Presenti alla partenza 162 ciclisti, di cui 120 arrivarono al traguardo.

## Squadre e corridori partecipanti
| N.      | Cod. | Squadra     |
| ------- | ---- | ----------- |
| 1-5     | SVN  | Slovenia    |
| 6-11    | BEL  | Belgio      |
| 12-17   | FRA  | Francia     |
| 18-23   | RUS  | Russia      |
| 24-29   | COL  | Colombia    |
| 30-35   | NOR  | Norvegia    |
| 36-41   | SUI  | Svizzera    |
| 42-46   | NLD  | Paesi Bassi |
| 47-51   | DEN  | Danimarca   |
| 52-57   | AUS  | Australia   |
| 58-62   | GBR  | Regno Unito |
| 63-68   | KAZ  | Kazakistan  |
| 69-73   | AUT  | Austria     |
| 74-78   | GER  | Germania    |
| 79-83   | USA  | Stati Uniti |
| 84-88   | ITA  | Italia      |
| 89-92   | PRT  | Portogallo  |
| 93-97   | ESP  | Spagna      |
| 98-100  | IRL  | Irlanda     |
| 101-103 | LUX  | Lussemburgo |
| 104-108 | POL  | Polonia     |

| N.      | Cod. | Squadra       |
| ------- | ---- | ------------- |
| 109     | FIN  | Finlandia     |
| 110-114 | ERI  | Eritrea       |
| 115-116 | ROU  | Romania       |
| 117-120 | RSA  | Sud Africa    |
| 121-123 | MAR  | Marocco       |
| 124-128 | TUR  | Turchia       |
| 129-131 | ALG  | Algeria       |
| 132-134 | RWA  | Ruanda        |
| 135-138 | SVK  | Slovacchia    |
| 139-140 | ALB  | Albania       |
| 141-142 | NZL  | Nuova Zelanda |
| 143     | LAT  | Lettonia      |
| 144-146 | AZE  | Azerbaigian   |
| 147     | CRC  | Costa Rica    |
| 148     | MDA  | Moldavia      |
| 149-150 | BLR  | Bielorussia   |
| 151     | SRB  | Serbia        |
| 152-153 | CHI  | Cile          |
| 154-157 | VEN  | Venezuela     |
| 158-159 | BRA  | Brasile       |
| 160-162 | MEX  | Messico       |

## Classifica (Top 10)
| Pos. | Corridore            | Squadra     | Tempo    |
| ---- | -------------------- | ----------- | -------- |
| 1    | Sven Erik Bystrøm    | Norvegia    | 4h32'39" |
| 2    | Caleb Ewan           | Australia   | a 7"     |
| 3    | Kristoffer Skjerping | Norvegia    | s.t.     |
| 4    | Tiesj Benoot         | Belgio      | s.t.     |
| 5    | Sondre Holst Enger   | Norvegia    | s.t.     |
| 6    | Iuri Filosi          | Italia      | s.t.     |
| 7    | Hernando Bohórquez   | Colombia    | s.t.     |
| 8    | Ilya Davidenok       | Kazakistan  | s.t.     |
| 9    | Silvio Herklotz      | Germania    | s.t.     |
| 10   | Mathieu van der Poel | Paesi Bassi | s.t.     |